# منطقه ایمبونگو
منطقه ایمبونگو یکی از منطقه های استان ارتفاعات جنوبی واقع در کشور پاپوآ گینه نو می باشد. مرکز این منطقه ایمبونگو است. چمعیت منطقه مطابق با سرشماری رسمی سال ۲۰۰۰ میلادی ۵۹٬۸۱۳ بوده است. این منطقه خود از ۳ فرمانداری محلی تشکیل می گردد که هر فرمانداری به منظور سهولت در امر آمارگیری خود به چند بخش تقسیم می شود.

## تقسیمات
این منطقه دارای ۳ فرمانداری محلی است که اسامی آن ها به شرح زیر است:
- فرمانداری محلی روستایی آبگیر یالیبو
- فرمانداری محلی روستایی ایمبونگو
- فرمانداری محلی روستایی مندی سفلی